# ألفرد واتسون
ألفرد واتسون (بالإنجليزية: Alfred Watson)‏ (31 أغسطس 1888 بملبورن في أستراليا - 6 مايو 1957) هو لاعب كريكت أسترالي. لعب مع فريق تسمانيا للكريكت.

## وصلات خارجية
- ألفرد واتسون على موقع إي آس بي آن كريك إنفو (الإنجليزية)